# Fritz Blakolmer
Fritz Blakolmer (* 1964 in Graz) ist ein österreichischer Klassischer Archäologe.

## Leben
Nach der Absolvierung des humanistischen Zweiges des Akademischen Gymnasium (Graz) am 9. Juni 1982 begann er ein Studium der Klassischen Archäologie sowie der Altsemitischen Philologie und Orientalischen Archäologie, später auch der Ur- und Frühgeschichte und Philosophie an der Universität Wien. Seit Studienbeginn nimmt er an Ausgrabungen im In- und Ausland, z. B. in Bruckneudorf, Carnuntum, Aguntum, am Magdalensberg und in Wien-Heiligenstadt, bei Prospektionsunternehmen in Ostkreta und in Malia (Kreta) sowie wiederholte Male Stipendien und Studienaufenthalte in Griechenland teil. 1985/1986 arbeitete er für mehrere Monate beim Grabungsprojekt in Tiryns. Von 1987 bis 1999 leitete er den Schnitt in der Nekropole V von Limyra. Von 1988 bis 1992 absolvierte er Archiv-Arbeiten und Redaktionstätigkeit für diverse Publikationsprojekte der Limyra-Grabung. Am 3. Juli 1991 legte er die zweite Diplomprüfung mit einer Diplomarbeit über Bildraum und Objektperspektive in den minoischen und kykladischen Wandfresken mit Auszeichnung ab. Vom 1. Oktober 1991 bis zum 31. Mai 1992 leistete er den Zivildienst in einem Obdachlosenheim der Caritas Wien ab. Er arbeitete (1. Januar 1993 – 31. Januar 1996) auf Dienstvertragsbasis an dem vom Jubiläumsfonds der Oesterreichischen Nationalbank geförderten Projekt Repertorium zum malerischen Raumdekor im minoischen Kreta gemeinsam mit Stefan Hiller mit. Von 1994 bis 2000 war er Vertragsassistent (halbtags) am Institut für Klassische Archäologie der Universität Wien. Nach dem Doktorat am 17. Dezember 1999 mit einer Dissertation über Konvention und Abstraktion. Farbliches Gestalten in der ägäischen Bronzezeit mit Auszeichnung war er von 1. Dezember 2000 bis zum 11. Juli 2006 Universitätsassistent (ganztags) am Institut für Klassische Archäologie der Universität Wien. Einen Lehrauftrag hatte er 2004 am Institut für Klassische Archäologie der Universität Innsbruck. Nach der Habilitation (12. Juli 2006) für das Fach Klassische Archäologie an der Universität Wien mit der Habilitationsschrift Minoisch-mykenische Reliefkunst. Grundlagen einer frühägäischen Kunstgeschichte und Überführung in das Dozentenschema wurde er am 1. Oktober 2006 in eine Definitivstellung an der Universität Wien übernommen. Seit 2007 ist er Co-Koordinator der Fakultätsgruppe Öffentlichkeitsarbeit. 2009 hielt er eine Lehrveranstaltung an der Universität Catania.
Seine Forschungsinteressen sind minoisch-mykenische Archäologie; Frühägäische Kunst; altägäische Wandmalerei und Reliefkunst; Fremdenbild und Historical Memory in der bronzezeitlichen Ägäis; Farbe in der minoisch-mykenischen Welt; Forschungs- und Rezeptionsgeschichte zur Frühägäis und Sepulkralwelt Lykiens.

## Schriften (Auswahl)
- als Herausgeber mit Karl Reinhard Krierer, Friedrich Krinzinger, Alice Landskron-Dinstl, Hubert Szemethy und Karen Zhuber-Okrog: Fremde Zeiten. Festschrift für Jürgen Borchhardt zum 60. Geburtstag am 25. Februar 1996 dargebracht von Kollegen, Schülern und Freunden. Phoibos-Verlag, Wien 1996.
  - Band 1, ISBN 3-901232-14-1.
  - Band 2, ISBN 3-901232-15-X.
- als Herausgeber: Österreichische Forschungen zur ägäischen Bronzezeit 1998. Akten der Tagung am Institut für Klassische Archäologie der Universität Wien, 2. – 3. Mai 1998 (= Wiener Forschungen zur Archäologie. Band 3). Phoibos-Verlag, Wien 2000, ISBN 3-901232-21-4.
- als Herausgeber mit Hubert Szemethy: Akten des 8. Österreichischen Archäologentages vom 23. bis 25. April 1999 am Institut für Klassische Archäologie der Universität Wien (= Wiener Forschungen zur Archäologie. Band 4). Phoibos-Verlag, Wien 2001, ISBN 3-901232-28-1.
- als Herausgeber: Akten der Tagung "Antike Tradition in der Architektur und anderen Künsten um 1900" (= Studia Hercynia. Band 8). Nakladatelsvi AMU, Prag 2004, ISBN 80-254-5210-7.
- als Herausgeber mit Jan Bouzek: Akten des Kolloquiums "Zeitbrücken – Art Déco, Kubismus, Neoklassizismus und die Antike", April 2008 in Prag (= Studia Hercynia. Band 13). Nakladatelsvi AMU, Prag 2009.
- als Herausgeber mit Jörg Weilhartner, Claus Reinholdt und Georg Nightingale: Österreichische Forschungen zur Ägäischen Bronzezeit 2009. Akten der Tagung vom 6. bis 7. März 2009 am Fachbereich Altertumswissenschaften der Universität Salzburg. Phoibos-Verlag, Wien 2011, ISBN 3-85161-047-4.
- als Herausgeber mit Hubert Szemethy, Marianne Klemun, Martina Fuchs und Matthias Beitl: Gelehrte Objekte? – Wege zum Wissen. Aus den Sammlungen der Historisch-Kulturwissenschaftlichen Fakultät der Universität Wien. Begleitband zur Ausstellung im Österreichischen Volkskundemuseum vom 11. April bis 22. Nov. 2013 (= Kataloge des Österreichischen Museums für Volkskunde. Band 98). Österreichisches Museum für Volkskunde, Wien 2013, ISBN 978-3-85409-683-2.
- als Herausgeber mit Hubert Szemethy, Marianne Klemun und Martina Fuchs: 1365 – 2015 – 2065. Etwas andere Geschichten der Universität Wien. Böhlau, Wien/Köln/Weimar 2015, ISBN 3-205-79661-6.
  - Bryan Jenner (Übersetzer) als Herausgeber mit Hubert Szemethy, Marianne Klemun und Martina Fuchs: 1365 – 2015 – 2065. "Once there was a Student": Other Stories of the University of Vienna. Böhlau, Wien/Köln/Weimar 2015, ISBN 978-3-205-79703-6.
- als Herausgeber mit Martin Seyer und Hubert Szemethy: Angekommen auf Ithaka. Festgabe für Jürgen Borchhardt zum 80. Geburtstag. Phoibos-Verlag, Wien 2016, ISBN 3-85161-147-0.
- als Herausgeber mit Eva Alram-Stern, Sigrid Deger-Jalkotzy, Jörg Weilhartner und Robert Laffineur: METAPHYSIS. Ritual, Myth and Symbolism in the Aegean Bronze Age. Proceedings of the 15th International Aegean Conference, Vienna, Institute for Oriental and European Archaeology, Aegean and Anatolia Department, Austrian Academy of Sciences and Institute of Classical Archaeology, University of Vienna, 22–25 April 2014 (= Aegaeum. Band 39). Peeters, Leuven 2016, ISBN 90-429-3366-6.